# Tramway de Wrocław
Le tramway de Wrocław est le réseau de tramways de la ville de Wrocław, chef-lieu de la voïvodie de Basse-Silésie, en Pologne. Inauguré le 10 juillet 1877 et à l'origine à traction hippomobile, le réseau est aujourd'hui entièrement électrique, et comporte 23 lignes pour 84 kilomètres de voies.

## Historique

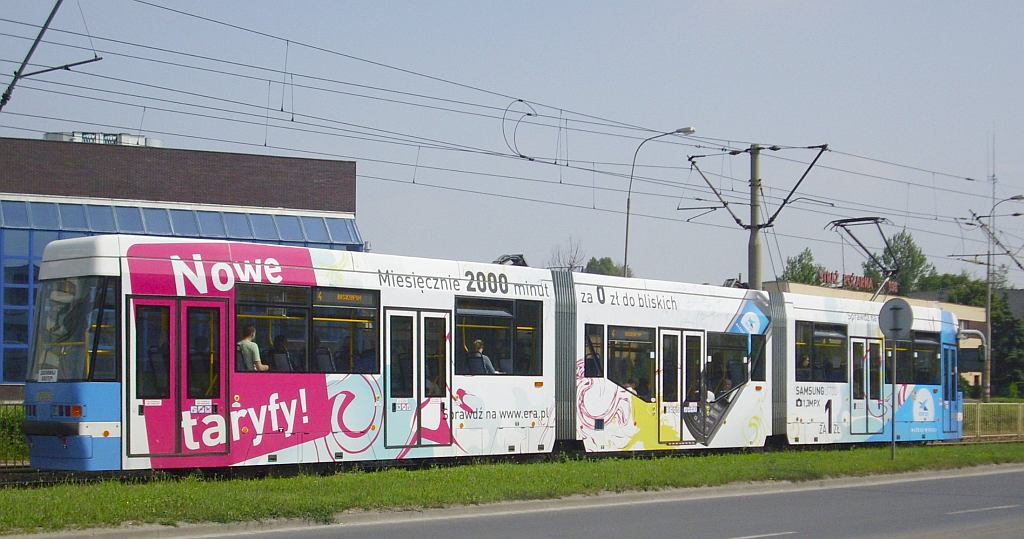
Une rame du tramway de Wrocław

## Réseau actuel

### Aperçu général
| Ligne | Destinations                             | Longueur | Temps de trajet | Stations |
| ----- | ---------------------------------------- | -------- | --------------- | -------- |
| 0L    | Dw. Nadodrze ↔ Dw. Główny ↔ Dw. Nadodrze | 9,8 km   | 39 min          | 24       |
| 0P    | Dw. Nadodrze ↔ Dw. Główny ↔ Dw. Nadodrze | 9,8 km   | 39 min          | 24       |
| 1     | Biskupin ↔ Marino                        | 10,1 km  | 32 min          | 22       |
| 2     | Biskupin ↔ Krzyki                        | 11,1 km  | 37 min          | 24       |
| 3     | Pilczyce ↔ Księże Małe                   | 12,8 km  | 39 min          | 25       |
| 4     | Biskupin ↔ Oporów                        | 11,6 km  | 38 min          | 24/25    |
| 5     | Oporów ↔ Księże Małe                     | 11,7 km  | 38 min          | 24       |
| 6     | Kowale ↔ Krzyki                          | 12,2 km  | 43 min          | 25/28    |
| 7     | Marino ↔ Krzyki                          | 10,4 km  | 37 min          | 21/24    |
| 8     | Zawalna ↔ Tarnogaj                       | 9,2 km   | 36 min          | 26/24    |
| 9     | Sępolno ↔ Park Południowy                | 10,7 km  | 36 min          | 27/25    |
| 10    | Leśnica ↔ Biskupin                       | 19,2 km  | 54 min          | 34       |
| 11    | Kromera ↔ Grabiszyńska - Cmentarz        | 9,9 km   | 35 min          |          |
| 14    | Osobowice ↔ FAT ↔ Osobowice              | 16,4 km  | 36 min          | 22/21    |
| 15    | Marino ↔ Park Południowy                 | 10,8 km  | 36 min          | 21/22    |
| 17    | Sępolno ↔ Klecina                        | 12,2 km  | 44 min          | 31/31    |
| 20    | Leśnica ↔ Oporów                         | 20,6 km  | 59 min          | 35/36    |
| 23    | Kromera ↔ Wrocławski Park Przemysłowy    | 7,9 km   | 26 min          | 18       |
| 24    | Osobowice ↔ FAT ↔ Osobowice              | 16,4 km  | 38 min          | 21/22    |
| 31+   | Stadion Wrocław ↔ Gaj                    | 12,9 km  | 41 min          | 26       |
| 32+   | Kozanów ↔ Gaj                            | 12,7 km  | 40 min          | 26       |
| 33+   | Pilczyce ↔ Stadion Olimpijski            | 12,0 km  | 37 min          |          |

### Matériel roulant
Le réseau fait circuler plusieurs modèles de tramways :
| Image | Modèle           | Mise en service | Numéro de parcs |
| ----- | ---------------- | --------------- | --------------- |
|       | Konstal 105Na    | 1979–1992       | 196             |
|       | Konstal 105NWr   | 2004            | 164             |
|       | Protram 204 WrAs | 2004–2008       | 12              |
|       | Protram 205 WrAs | 2006–2010       | 13              |
|       | Škoda 16 T       | 2006            | 17              |
|       | Škoda 19 T       | 2010–2011       | 31              |

Fin 2014, l'opérateur commande six rames Twist au constructeur PESA, assorti d'une option de 19 autres rames.